# Isabel Juliana de Schleswig-Holstein-Sonderburg-Norburg
La princesa Isabel Juliana de Schleswig-Holstein-Sønderburg-Nordborg (24 de mayo de 1634-4 de febrero de 1704) fue una princesa danesa, miembro de la Casa de Schleswig-Holstein-Sonderburg-Norburg por nacimiento y miembro de la Casa de Welf por matrimonio. 

## Biografía
Isabel Juliana nació en Nordborg como la mayor de las hijas del Duque Federico de Schleswig-Holstein-Sønderburg-Norburg, el duque soberano de Schleswig-Holstein-Sonderburg-Norburg y de su segunda esposa, Leonor de Anhalt-Zerbst. Sus abuelos maternos fueron el Duque Juan II de Schleswig-Holstein-Sonderburg y la Duquesa Isabel de Brunswick-Grubenhagen. Sus abuelos maternos fueron el Príncipe Rodolfo de Anhalt-Zerbst (1576-1621) y la Princesa Dorotea Eduviges (1587-1609).
Junto a su marido, fundó un monasterio para mujeres nobles en Schloss Salzdahlum en 1699, y después seleccionó ella misma a las primeras mujeres conventuales del monasterio.
Isabel Juliana murió en Salzdahlum el 4 de febrero de 1704 y fue enterrada en la cripta de los Wolfenbüttel en la  Iglesia de Santa María (Marienkirche), Wolfenbüttel.

## Matrimonio e hijos
El 17 de agosto de 1656, Isabel Juliana se casó con su primo, el Duque Antonio Ulrico de Brunswick-Wolfenbüttel. Tuvieron los siguientes hijos que llegaron a la madurez:
- Augusto Federico (1657-1676).
- Isabel Leonor Sofía (1658-1729), casada con el Duque Juan Jorge de Mecklemburgo-Mirow y con el Duque Bernardo I de Sajonia-Meiningen.
- Ana Sofía (1659-1742), casada con Carlos Gustavo de Baden-Durlach.
- Augusto Guillermo (1662-1731).
- Augusta Dorotea (1666-1751), casada con el Conde Antonio Gunter II de Schwarzburgo-Sondershausen-Arnstadt.
- Enriqueta Cristina, Abadesa de Gandersheim (1669-1753).
- Luis Rodolfo (1671-1735).